# Voorburg
Voorburg (in latino Forum Hadriani) è una località olandese situata nel comune di Leidschendam-Voorburg, nella provincia dell'Olanda meridionale.